# لاس زدن با فاجعه (فیلم)
لاس زدن با فاجعه (به انگلیسی: Flirting with Disaster) فیلمی ۹۲ دقیقه‌ای به کارگردانی دیوید او. راسل با بازی بن استیلر محصول کشور آمریکا است.